# Медијана (Ниш)
Медијана (лат. Mediana) је археолошко налазиште у источном делу Ниша, на пола пута ка Нишкој Бањи, које представља једно од најзначајнијих римских насеља на овим просторима. Насеље је настало у касном периоду владавине цара Диоклецијана (крај 3. века) или на почетку 4. века, за време владавине цара Константина Великог.
Медијана је била римски комплекс летњих резиденција, типичних урбаних вила, и великог пољопривредног газдинства отвореног типа. Смештена је поред важног путног правца који је водио од Наиса (данашњи Ниш) ка истоку, према Сердици (данашњи Софија), а даље ка Константинопољу (данашњи Истанбул).
Место је истраживано и делимично реконструисано, а данас представља значајан археолошки парк, који је отворен за јавност.
Од римске Медијане треба разликовати археолошко налазиште „Медијана групе“ (главно археолошко налазиште из бронзаног доба у насељу Брзи Брод, која је у непосредној близини римске Медијане).
Војни походи, духовна превирања, културне промене и институција стварања великих газдинстава, типа урбаних вила и палацијалних комплекса ван градског језгра од стране царева и богатих грађана у античком Риму, отворила је и пут у изградњи сличних газдинстава и вила, са вртним окружењем, не само у Риму, већ и дуж читавог Римског царства. Везаност за место рођења и поседе земље, као и осећај припадности пореклу са села, и неодољива страст према показивању стеченог богатства, и његовом увећавању, био је прави изазов у стварању нове уметности – уметности изградње велелепних вила са богато уређеним вртовима, у којој су се несебично такмичили римски цареви али и њихови имућни грађани.
Истом утицају подлегао је и извесни Реметалк (лат. Roimetalkes), са титулом (грч. ‛ο διασημότατος), коју су обично носили припадници витешког ранга, и која се у неким другим античким градовима среће уз имена гувернера провинције (Пауталија, Томис), блиски пријатељ Константина Великог, који је у царевом, родном Наису у 3. веку започео градњу велелепног комплекса на простору Медијане.
Археолошки парк Медијана је након што је десет година био затворен због различитих радова, нових ископавања, конзервације мозаик и изградње приступних стаза, поново отворен за посетиоце крајем децембра 2022. године,

## Статус и категорија заштите
Археолошко налазиште “Медијана - Бресје” је на основу Решења о заштити Завода за заштиту и научно проучавање споменика културе НР Србије, бр. 220/49 од 9. фебруара 1949. године, утврђено за непокретно културно добро. Одлуком Народне скупштине СР Србије бр.29, од 29.03.1979. године. Да би 19. децембра 1981. године, било категорисано као „непокретно културно добро од изузетног значаја”, и под бројем АН 22 уведено је у централни регистар споменика културе у Републици Србији.
Овим актима успостављена је његова правна заштита, што свакако представља важан вид заштите непокретног културног наслеђа и основ за даља деловања на његовом очувању и промоцији. Утврђивањем за непокретно културно добро од изузетног значаја, налазиште је добило на важности, а научним и стручним установама отворен је пут да темељније приступе анализи историјских и друштвених околности у којима је ово предграђе античког Наиса настало и живело.
Надлежни завод који води локални регистар и бригу о овом археолошком локалитету је: Завод за заштиту споменика културе Ниш.

## Намена
Пољопривредно добро и дистрибутивни центар Муниципијума Наис
Саграђена 3,5 римске миље од Наиса, поред леве обале реке Нишаве Медијана је првобитно била (лат. suburbium) „пољопривредно газдинство – фундус (војно, царско, градско или велепоседничко), са стамбеним и економским зградама прилагођеним потребама економике“ са дистрибутивним центром за храну за Муниципијум Наис, стари касноантички град и војни логор, који је у том периоду био већи од садашњег Ниша. Оваква газдинства су у античком периоду скоро свуда по Царству подизана поред важних комуникација са циљем да снабдевају градове или ширу територију.
Летњиковац за одмор, уживање и лечење и привремено боравиште римских царева и високих државних службеника
У 4. веку Медијана мења намену и постаје летњиковац и луксузно предграђе Наиса, у близини термалних извора Нишке Бање.
| „ | Пренасељени град опасан зидовима и кулама све више је као урбано средиште губио привлачност. Имућнији људи не задржавају се дуже у њему, а њихови градски домови служе им само за кратке и привремене боравке. Ти људи сада радије живе на својим имањима на којима адаптирају старе или подижу нове велелепне и простране виле. Ове виле више им нису служиле само за одмор и пријатан боравак у природи и сеоском амбијенту, већ и за производњу хране и свега осталог што је потребно за живот. Ту су воћњаци, њиве, житнице, пресе за уље и вино, радна снага која живи на поседу, занатлије који израђују пољопривредна и остала оруђа. Ове виле у којима живи господар на свом имању, убрзо постају и светилишта домаћег култа. | ” |

Тако је Медијана од пољопривредног газдинства постала и велелепни летњиковац, са пратећим вилама, китњасто украшеном мозаицима, фрескама и мајсторски моделована скулптурама, вртовима и другим објектима, за уживање, коју је највероватније користио Реметалк, који се као намесник провинције имао о њој бринути, и који је Медијану вероватно користити као своју резиденцију, а по потреби је уступао римским царевима и њиховим породицама и државним службеницима, који су повремено одседали краће или дуже време за време обављања важних државничких функција у Наису, или као привремено боравиште за време њиховог опоравка и лечења применом термалних вода Нишке Бање. Медијана је била и Константиново привремено боравиште, обзиром да је често боравио у родном граду.

## Положај, територија и статус
Антички град Наис, настао је и развијао се током шест векова (а Медијана у њему с краја 3. и у 4. веку), у пространој котлини, оивиченој са свих страна обронцима високих планинских венаца, коју попречно и уздуж пресецају Нишава и Јужна Морава, и својим долинама је повезују са суседним котлинама и удолинама централно-балканског простора.
Овакав географски положај условио је да се Наис и Медијана нађу на чворишту трансбалканских саобраћајница које су, како у антици, тако и данас пратећи долине већих и мањих река, Наис и Медијану „сместили“ на раскрсницу важних друмских и речних путева Балканског полуострва који су комуникацијски повезивали западно-европске земље са Оријентом и области Подунавља са Јадранским и Јонским морем.
Наис и Медијана у њему, у Римском царству заузимали су средишњи положај у римској провинцији Дарданији  касније Горњој Мезији (лат. Moesia Superior) која је у 1. веку п. н. е. организована на тлу централног Балкана, у сливу Мораве, приближно на простору данашње Србије.
Из правца Београда кроз Наис, а поред Медијане у правцу истока пролазио је стари трговачки и војни пут (лат. via militaris), магистрални правац који је из Сингидунума и Виминацијума водио преко Наиса нишавско-маричком магистралом у Сердику и Константинопољ.

### Микро локација
Медијана (као једно од најзначајнијих градски насеља Наиса), је смештена у југоисточном делу Нишке котлине, изван густо насељеног и урбанизованог градског језгра, источно од центра Наиса на око три римске миље. Она је имала највећу површину мећу насељима у околини Наиса, са великим бројем грађевина, које је одвајао широки међупростор, башта и пољопривредног имања.
Насеље Медијана са вилама и пратећом инфраструктуром размештена је на површини од приближно 40 hа, значајно већој од римског Наиса (која заједно са тврђавом, није превазилазила 20 до 25 hа), на пространој лесној заравни, или средњем терасном нивоу речне долине Нишаве високом 35 метара и јужним обронцима нишке котлине. Досадашњим истраживањем утврђено је постојање преко 80 објеката на овом простору, а сама Медијана се према проценама нишких археолога највероватније простире и много даље него што је то тренутна зона заштите овог археолошког локалитета .
Овај простор ограничава река Нишава са северне, подножја брежуљака Селичевице са јужне, војни логор Наис у доба Римљана, а данас урбано језгро Ниша, се западне и Кутинска река са источне стране. У близини Медијане налазе се термални извори, веома лековите радиоактивне, слабо земно-алкалне воде Нишке Бање, са којих су аквадуктом снабдеване терме овог летњиковца.
Објекти на Медијани нису били размештани један уз други, већ их је делио широки међупростор, са баштама или пољопривредним имањима и шумама. Средиште насеља-летњиковца највероватније се налазило око данашње зграде музеја археолошког парка Медијана.

## Друштвени услови у којима је настала Медијана
Постепеном романизацијом, односно планским насељавањем римских грађана у поједине области новоокупираних области Дарданије у 1. веку н. е., формирају се градски центри са ограниченом самоуправом. Веома рана романизација дарданских области проистекла је, пре свега, из повећаних потреба Римске империје за рудама, и другим природним богатствима као што су: плодне долине река Нишаве и Мораве, и обиље термалних извора погодних за бањска лечилишта (Нишка Бања, Медијана, Куршумлијска Бања). Ипак, највећи број насеља настао је дуж магистралних и локалних путева.
Тако је у античком периоду, у данашњој Нишкој котлини, на десној обали реке Нишаве, на раскршћу магистралних трансбалканских путева који су пролазили Дарданијом, налазио се предримски град, данашњи Ниш, обновљен од стране Римљана, после њихове победе над Дарданцима. Највероватније с почетка 1. века, Римљани су на простору древног града, подигли војно утврђење које се у античким изворима помиње као Наис (лат. Naissus), „Вилин град“. У Наису је формирана нишка кохорта Први Дарданорум 169. после Христа са око 1000 људи.
Назив града Наиса потиче још из предримских времена, од аутохтоног становништва, које је пре доласка Римљана живело на овом подручју: Дарданаца, Трачана или Келта. О настанку имена Наисуса има више мишљења и теорија, али се већина везује за реку Нишаву. По једнима, име Наис дали су Келти, по Нишави („Вилиној реци“), у којој су се према веровању народа појављивале виле.
Град, је познат из историјских извора, као место где су рођени први хришћански цар Константин Велики и Констанције III, где су боравили Констанције Хлор, на успону своје војне каријере и Лициније, у време сукоба са Константином 316—317. године, и у коме су се краће или дуже задржавали Константин Велики и његови наследници - Констанс и Констанције II, Јулијан Апостата, Валенс и Валентинијан I.

У освајањима Римљана, као логистичка база, Наис је имао важну улогу: за прикупљање војних трупа из јужних крајева, њихов смештај и снабдевање разним ратним потребама.
Према неким мишљењима, која се базирају на прилично слабим аргументима, у Наисусу су боравиле легије још у доба Августа, пре њиховог премештања на Дунав. Познато је, наиме, да су IV скитска и V македонска легија (legio IV Scythica и legio V Macedonica) премештене на Дунав 15. године после Христа и да су пре овог датума биле стациониране негде у унутрашњости Балкана, северно од Македоније, на терену погодном за одбрану јужних провинција. Услед његовог централног положаја и погодних комуникација, помишљало се да је Наисус могао бити логор у коме су ове јединице боравиле, а својеврсна потврда за такву претпоставку темељила се на правцу путева који Дунав, преко Наиса, везују за Лисус (Љеш), луку на Јадранском мору. Ти друмови су обилазили неке важне центре у Дарданији, Скупи и Улпијану, који су постојали у другој половини 1. века, из чега произлази да је Наис могао да буде организован као војна база пре оснивања поменутих градова.
Највероватније под Марком Аурелијем, у време маркоманских ратова, када је порастао војнички значај и када је постао важна база и средиште за организовање одбране ширег региона, Наис је стекао статус Муниципијума. Не може се са сигурношћу тврдити када је то постао, али оно што је сигурно то је да је Наис то био с краја 2. века, када је и романизован. Као римски град и Муниципијум, са одређеним самоуправним правима, Наис се помиње у једном натпису из 2 века.
У наредним деценијама, све до средине 3. века, захваљујући повољном географском положају, на раскрсници путева лат. Viminacium—Naissus—Serdica—Constantinopolis, Naissus—Ratiaria, Naissus—Lissus, Naissus—Scupi, Наис је постао боравиште ветерана и њихових породица, војника, трговаца и других досељеника, а у њему је било стационирано и значајно војно обезбеђење.
У другој половини 2. века, а нарочито у првим деценијама 3. века, Наис је достигао висок степен развоја и постао један од четири највећа града у провинцији Дарданији. Из муниципијума – слободног и самоуправног града, Наис прераста у римски каструм – значајно економско, политичко и културно средиште римске провинције Мезије. „У том раздобљу историје града постављени су и темељи за развој касноантичког и византијског Наиса.“
Један од важних догађаја, одиграо се у периоду владавине Клаудија II, који је 269. победио Готе у околини Наиса. Његова победа снажно је одјекнула у граду и утицала на његову даљу судбину
Захваљујући наведеним догађајима и повољном географском положају, са све бројнијим становништвом, јаком привредом и пољопривредом, Наис је представљао значајан војни, економски и политички центар пространог региона који му је гравитирао. У том периоду он је био и један од првих градова Римског царства у коме се развило хришћанство, а у 6. веку и важан верски центар и епископско седиште.

### Медијана од настанка до краја 4. века
Опредељена као предграђе Ниаса, изван његових градских зидина, Медијана је локализована у југоисточном делу плодне Нишке котлине и није била опасана утврђењем. То указује да је она настала у време пуног развоја и војне надмоћи античког Наиса (између 2. и 4. века) када је град, захваљујући повољном географском положају на Балкану, био важан војно-политички и економски центар, настао на раскрсници путеви са разних страна Римског царства.
По површини (40 хектара), Медијана је у античком периоду Наиса била највеће насеље у његовој околини, које се у историјским изворима први пут помиње у два извора:
Први пут у „Историји“ Амијана Марцелина (књига XXVI 5,1) у којој је Медијана описана као место у коме су се краће задржали браћа – цареви Валенс и Валентинијан I 364. Марцелин за Медијану каже да је она предграђе (лат. suburbium) Наиса, на три римске миље од града. „Овај веома важан податак омогућио је касније археолозима да насеље поуздано лоцирају код данашњег села Брзи Брод, где су се крајем 19. века виделе рушевине многих грађевина над земљом.“
Други пут у делима Прокопија (у делу De aedif. 4.123.2) у коме набрајајући новоизграђена војна утврђења у околини Наиса, он наводи и утврђење подигнуто на простору Медијане.
Имајући у виду наведене чињенице, као и податак да су у периоду од 317. до 334. године, цар Константин Велики и други виђенији људи тога периода често боравили у Наису, град, његово предграђе на коме је настала Медијана и цео крај доживели су прави процват у 4. веку. Свакако, да је развоју Наиса и Медијане највише допринео Константин Велики, који је рођен у Наису и који је град, након проглашења за цара, импозантно украсио, и његов пријатељ и заповедник провинције Реметалк који је започео градњу Медијана прво као велики економски, а потом и резиденцијални комплекс са низом луксузних резиденцијалних вила, економских и других објеката, окружених лепим парковима и шумама.
Стога се може претпоставити да је подизање вила на Медијани започето с краја трећег, а настављено са већим интензитетом у 4. веку, када је Медијана постала привремена резиденција и угодно одмориште многим царевима у њиховим честим путовањима на Исток. Оваквом датовању настанка насеља иде у прилог и до сада откривени покретни археолошки материјал (новац, оруђе, архитектонска и декоративна пластика, керамика)... Да је Медијана заиста била резиденција угледних људи, који су се ту одмарали и лечили, сведочи и један несвакидашњи налаз. Приликом археолошких ископавања 1972. године, у једној просторији западно од виле са перистилом, пронађене су многобројне статуе од мермера и порфира, изузетне лепоте. Реч је о скулптурама, које су стилски и хронолошки јединствене, уједначених димензија, од првокласног материјала. Класицистички стил у коме су рађене можда открива искусног дворског скулптора из Константинове пратње.
Насеље Медијана наставило је да нормално живи и после Константинове смрти 337. године, све до пред крај 4. века када је страдала у великом пожару. Живот на Медијани обновљен је после 386. али не у оном сјају који је пре тога имала, јер насеље више није имало царски значај.
Да је Наис задржао везу са царском породицом и знатно касније, може се закључи из податка да из Наиса води порекло и цар Констанције III (425), супруг Гале Плацидије и отац Валентинијана III.

### Медијана у 5. и 6. веку
После смрти цара Константина Великог, становници Медијане и Наиса први пут су се суочили са опасношћу од Хуна, али је Хуни у првим нападима нису порушили. Како Медијана није била опасана утврђењима, а налазила се у близини богатог града, насеље је као и Наис, често било изложено пљачки и разарањима. Током пљачкашких похода варвара становници Медијане су се, вероватно, склањали иза утврђења добро брањеног Наиса, који је успешно одолевао непријатељу све до 441. када га прво освајају Хуни, а 471. потом и Готи.
Наис и Медијана су Хуни 441, а потом и Готи 471. потпуно порушили, опљачкали и до темеља спалили. После Атилине смрти 453. године, Хунска држава се распала, па је и овај простор делимично обновљен.
Потпунију обнову доживео је почетком 6. века, у време цара Јустинијан I, који је и рођен у његовој близини. О овој обнови писао је историчар Прокопије. Обновљени су пре свега бедеми и војни логор, а у околини је изграђено и обновљено око четрдесет утврђења. Јустинијан I, је то чинио како би се границе и унутрашњост Илирика заштитиле од бројних непријатеља преко Дунава.
Тако је и на ширем простору Медијане настало новоизграђено утврђење, које се према писању Прокопија, налазило на узвишењу јужно од насеља, на обронцима Селичевице, на платоу где су данас фабрике Електронске индустрије. „Утврђење је било правоугаоног облика, са масивним зидовима и кулама а са његове источне стране налазиле су се велике зграде у рушевинама.“
После изградње нових утврђења, град Наис и Медијану су напали нови освајачи овога пута Словени. Под Јустинијаном они су у неколико махова (сваке године од 548. до 551) прелазили незаштићену границу и упадали све до Солуна и Цариграда. Међутим у то време словенски напади још нису значајније угрожавали утврђене градове; јер нису били у стању да их освоје, а Јустинијанова квалитетна обнова градских бедема у 6. веку, допринела је његовим наследницима успешнију одбрану Наиса, још известан број година и после његове смрти.
После смрти Јустинијана I, услед економских тешкоћа и недостатака војске, регион није био способан да се одбрани од словенских и аварских напада који су уследили. То потврђују бројне преправке и дозиђивања, на до данас откривеним објектима у Наису и околини, које у суштини нису битно мењале првобитне архитектонске основе грађевина у Наису и на Медијани.
У току друге половине 6. века Словени из Паноније, Анти и Авари све чешће су нападали области Дарданије, и њене утврђене градове, при чему су више пута страдали град Наис и Медијана.

### Медијана у 7. и с почетака 8. века, када је у њој престао живот
Почетком 7. века, услед сталних борби са Персијанцима и немогућности да бране Балканске територије, Византинци напуштају Наис и Медијану и препуштају их разарању варвара. Услед економских тешкоћа и недостатака војске, регион Наиса није био способан да се сам одбрани од словенских и аварских напада, који су уследили. Подунавље је тад опустело, а током друге деценије 7. века, у време владавине цара Ираклија, све територије на простору данашње Србије коначно су освојили Авари и Словени.
Са владавином цара Ираклија престаје антички период Наиса и Медијане у њему. Почетком 8. века, након коначног продора Словена и Авара, у царском граду и летњиковцу Медијана, постепено замире свака стваралачка активност, и живот. У овом периоду, под утицајем појачаног притиска варвара становништво Медијане и Наиса је приморао да се повлачи према југу Балканског полуострва, док су се неки нови становници запосели Наис и његова насеља, и ту остали током више векова, све до појаве првих трагова словенске културе.

## Цар Константин и Медијана, супротстављени ставови
О боравку царева на овом простору сведочи више едиката потписаних у Наису између 315. и 339. године, како је то забележено у Теодосијевом кодексу. Након сазнања историчара и археолога о честом боравку царева у Наису, намеће се питање, где су смештани приликом краћег или дужег задржавања у Наису: у посебно саграђеној палати, у резиденцији неког високог чиновника или у вили посебне намене која је могла да прими угледне госте?
| „ | Досадашњим истраживањима у самом Наису нису откривени објекти који би се могли са сигурношћу идентификовати са царском палатом или бар привременом резиденцијом. У доба тетрархије, када се указала потреба за подизањем једног таквог објекта, прилагођеном потребама цара и његове пратње, град је већ био густо насељен и подизање таквог комплекса би изискивало темељну реконструкцију најужег градског језгра, што је мало вероватно. То међутим не значи да такви објекти нису постојали. | ” |

Данас у 2013. години, у којој се обележава 1.700 година од доношења Миланског едикта, српски археолози воде расправе да ли је Константинова резиденција била на Медијани, на градском пољу, на месту данашње Тврђаве у Нишу или на неком другом месту. Тако се у археолошкој литератури, као место у коме су боравили цареви, провинцијски и државни царски службеници, приликом посета Наису током 4. века, наводе се следеће грађевине церемонијалног, и приватног карактера: Константинова вила са октогоном уз бедеме Тврђаве и Насеље Медијана као посебна градска целина јужно од града.

### Константинова вила са октогоном на градском пољу, уз бедемеТврђаве
Грађевина типа виле, октогоналног облика која је у себи носила обележја објекта јавног карактера, откривена је током 1987. и 1988. између турске тврђаве и комплекса техничких факултета, на локалитету „Градско поље“, око 300 m у правцу северозапада од средишњег дела античког града.
Нишки археолози Тони Чершков и Сима Гушић, иако су чврстог става да је Наис Константиново место рођења, тврде да археолошко налазиште Медијана, на периферији града Наиса, није град римског цара Константина, већ да је то Константинова вила са октогоном смештена на градском пољу, уз бедеме Тврђаве.
По њима, Археолоши институт у Београду фаворизовао је Медијану, у односу на Нишку тврђаву која је по археолошком благу које крије много вреднија.
Такође Чершков још тврди: да се цар Константин родио у прелепој и ексклузивној палати са Октогоном, на простору касније изграђене турске тврђаве, у палати која је била широка више од 60 метара, са мозаичким подом, зидним грејањем, водоводом и фрескама.

### Насеље Медијана
Античко насеље Медијана, било је удаљено на три римске миље (4,5 km) од центра данашњег града Ниша.
Повезаност цара Константина са Наисом и Медијаном у њему, потврђује Стефан Византинац, који је за Наис и Медијану тврдио да их је Константин изградио и да су они царева задужбина: (грч. kτίσμaα κaί patrίς Kωναταντίνoυ toύ βασιέως). Из ових списа можемо закључити да је за изградњу Медијане заслужан цар Константин Велики који је управљао Римском царством од 306—337. године, и за то време консолидовао границе Римског царства, средио унутрашње прилике у администрацији и војсци, а 313. и миланским едиктом прихватио хришћанство као званичну религију.
Он је овај велелепни летњиковац у предграђу античког Наиса највероватније изградио како би се одужио свом родном граду и створио пристојне услове себи, својој породици и бројним високим царским службеницима за удобан боравак у време одмора или завршавања државничких послова. Константин је имао два сина Флавија Констанција (? — 421), и Флавије Јулије Констанс (320—323—350), који су наставили очеву традицију и често боравили у Медијани.
Медијану није правио Константин већ Реметалк, Константинов веома близак пријатељ, тврде нишки археолози Тони Чершков и Сима Гушић и то поткрепљује сопственим запажањима и резултатима са досадашњих археолошких истраживања на поменутим локалитетима. Такође Тони Чершков и Сима Гушић се у овим својим тврдњама позивају и на једног од најбољих познавалаца Медијане, археолога Петра Петровића који је, такође, тврдио да тај локалитет може бити само задужбина неког великодостојника из Константиновог ширег окружења.
Нишки археолог Тони Чершков, у преписци са уредником ове странице, не умањују значај Медијане, али у односу на Нишку тврђаву која је по археолошком благу које крије много вреднија, Медијану сматра:
| „ | ...добро уређеним пољопривредним добром, са такозваном вилом ван града и дистрибутивним центром за храну за Муниципијум Наис, град већи од садашњег Ниша...и да моћни цар Константин сигурно не би боравио у незавршеној вили на Медијани. Да је вила била недовршена доказује податак да су мозаици који се налазе на Медијани постављени у другој половини четвртог века. Наиме приликом подизања мозаика за њихову конзервацију седамдесетих година налажен је новац који није млађи од 350 године, а Константин је умро 337. Нити би Константин боравио у вили и летњој резиденцији без утврђења. Ако је Константин ишта правио на овом простору то треба тражити на простору античког Наиса на подручју данашње тврђаве и Градског поља. Све ова моја запажања резултат су досадашњих археолошких истраживања на поменутим локалитетима. | ” |

## Урбархитектура Медијане
Архитектура стамбених кућа у околини града, припадника високога градског слоја у Римском царству
Римски цареви и слојеви богатих римских грађана најчешће су живели или повремено боравили у комплексима вила у околини Рима или на периферији других градова широм Царства. Према Плинију Старијем у Римском царству су постојала два типа вила: градска вила (лат. villa urbana), која је била провинцијска резиденција на средишту пољопривредног имања, удаљена од Рима (или неког другог града), те вила на селу (лат. villa rustica), пољопривредно газдинство, на којем су трајно живеле слуге, и које су генерално гледано власнику доносиле приходе.
У средњем и касном периоду Римске републике, постојала су и виле субурбане (лат. ville suburbane), стамбене куће припадника високога градског слоја у околини града, које су у ствари биле седишта моћи (можда чак и палате) регионалних силника или поглавара важних породице (лат. gentes), попут оне на Марсовом пољу (лат. Campus Martius), или Медијани, у оно време на рубу града, а које се данас могу видети изван градских зидина Помпеје или Наиса (Ниша). Те субурбане виле, показују старину и наслеђе субурбаних вила у средишњој Италији.
Медијана у којој су повремено боравили цареви и други слојеви богатих римских грађана, била је комплекс вила и луксузно имање типа лат. suburbana са великим пољопривредним добром и дистрибутивним центром за Муниципијума Наис и сопственим термама и водоводом на периферији изван зидина Наиса. Досадашњим истраживањем на овом простору је утврђено постојање приближно 80 различитих грађевина, пре свега вила у стилу субурбане, терми, житница (лат. horrea), али и објеката посебне намене (водоторањ, аквадукт, штале, паркови итд).
Наручиоци грађевинских радова на Медијани
Наручиоци радова појединих грађевински комплекса на Медијани могу се повезати са одређеним друштвеним структурама у Римском царству:
- Припадници државне администрације, могли су да буду наручиоци мозаика Виле са перистилом и терми.
- Припадници градске, аристократија и локалне администрације, могли су да буду власници и наручиоци мозаика из Виле са конхама и атријумом.
- Припадници виших државних класа, могли су бити наручиоци вила са октогоном, која је највероватније имала резиденцијални карактер, а према својој раскошној декорацији превазилазила је платежне могућности локалних богатих наручилаца.

Једино као непознаница остаје питање мозаика из објекта лат. intra muros на „Влашком брду“. Нејасно је да ли је у питању стан заповедника или привремено царско боравиште, на шта упућује присуство одређених личности из војно-управне хијерархије и богатија декорација, што није чест случај кад је у питању војничка архитектура.
Према налазу из Медијане, где је откривен групни налаз скулптура од белог мермера и порфира претпоставља се да је у летњиковцу постојао и храм посвећен Асклепију и Хигији.
Мајсторске радионице ангажоване на изградњи Медијане
Оно што се на основу доступних извора у садашњем тренутку може закључити је да су на изградњи Медијане биле ангажоване групе мајстора из различитих радионица, које су биле под различитим стилско-уметничким утицајима:
- Групе мајстора која је поставила најстарије мозаике. Ова група је била под јаким западно-царским утицајима, и вероватно потиче из тих делова Римског царства.
- Групе мајстора која која је била ангажована за рад на мозаицима 40-их и 50-их година 4. века. Ова група је вероватно била ангажована са простора источно-медитеранских области.
- Групе локалних мајстора, о чему говори следећи цитат;

| „ | Представници локалне хришћанске заједнице, у време економског пада Медијане након готског разарања 378. године, подигли су цркву мањих димензија и наручили постављање скромног мозаичког поља, које је могао да изради и један од локалних занатлија, за разлику од мозаика из осталих објеката, где су биле ангажоване веће групе уметника и занатлија из различитих мозаичких центара. | ” |

## Просторни план Медијане, врста, намена и карактеристике објеката
Просторни план Медијане нудио је поред услова за пољопривредну производњу и разнолике могућности за обављање државничких послова, физичку и интелектуалну рекреацију, повезану са друштвеним животом и другим збивањима:
- За личну негу тела: појединачне каде, просторије за масажу и знојење, одмор и спавање
- За спорт: палестру (гимнастичку школу) и уз њу слободне површине у вртовима
- За друштвене сусрете и разоноду: дворане и тремове за шетњу, вртове с грађевинама попут нимфеја, павиљона и Таберна
- За образовање: библиотеке.
- За обављање државничких послова: сале за аудијенцију. У њима су поред уметничке опреме и подова у мозаицима, налазиле и мермерне интарзије, зидне слике, архитектонски украси и појединачна уметничка дела, пре свега оригинали или копије значајних грчких и римских вајара.

### Вила са перистилом
Царска вила (вила са перистилом и малим триклинијумом) представљала је најзначајнији објекат репрезентативног, административно и аудијенцијалног карактера на комплексу Медијана. Саграђена је у стилу субурбана, или као кућа за одмор и уживање на периферији града и чинила је један посебан, оградним зидом издвојен комплекс у коме се налази више археолошки потврђених грађевина.
Саграђена у смеру север-југ, вила је својом уздужном осом била дугачка 98,6 m, и широка 63 m. Заузимала је централни положај у овом античком насељу површине од око 40 хектара, окружена лепо уређеним парковима и шумом.
У основи, Вила је површине 6.800 m² (од чега је под мозаицима било 945 м² или седми део површине). Централни део виле је перистил – двориште са тремом и низом просторија приближних димензија. Ходником површине 100 m², вила је повезана са термама на западној и једним мањим нимфејом на источној страни.
Истраживањима у првој половини 20. века у осовини перистила, на северној страни откривен је триклинијум (лат. triclinium), велика сала са полукружним апсидалним завршетком и пиластрима на спољњој страни. У овај простор се улази преко подијума, издигнутог за три степенишне висине. Просторија је у хладним данима загревана хипокаустом, а можда и зидним грејањем.
Средишњи део простора је хексагоналног облика са фонтаном, три бочна простора (два правоугаона и један у облику конхе) и поплочаним улазом. Мозаички под је покривао површину од око 55 м². У циљу заштите мозаика од атмосферских утицаја, над триклинијумом је 1936. године подигнута зграда Музеја Медијана (види слику). Триклинијум са фонтаном, својом оријентацијом одступа од осталог дела виле и највероватније је припадао некој старијој грађевини.
Вила је била богато украшена мозаицима и лепим фрескама, украсним стубовима и непосредно повезана са системом за водоснабдевања (из акведукта и водоторња). О раскошној декорацији виле сведоче стубови, базе и капители од мермера, различитих размера, рељефи на капителима пиластара и парапетним плочама, остаци зидне облоге од разнобојног, скупоценог мермера, фреске и друго.
У вили су доста добро сачувани подови у мозаику који су прекривали читав трем перистила (око 450 m²) и салу за аудијенције. Мозаици у трему су геометријски, а Фигурални мозаици који су облагали улаз у салу за аудијенције. Средишњи део сале прекривен је широким четвороугаоним пољем са геометријским шарама живих боја. Седмина површине виле са перистилом и два стибадијума покривена је мозаиком са геометријским мотивима октогона, ромбова и квадрата, у које су уметнути вегетабилни мотиви и мотиви „пропелера“. Слични мотиви уочавају се и на мозаику у ходнику који води до терми и у појединим деловима терми. Из ове декоративне групе посебно се издвајају два мозаика са фигуралним представама. На улазу у салу за пријеме (aula) налази се мозаик са представом „Леде и лабуда“ (фрагментарно очувани) и у углу речно божанство (Fluvius), а унутар сале, мозаик са представом главе Медузе.
Подигнута у доба Константина I, Перистилна вила је у својој другој грађевинској фази вероватно добила богату унутрашњу декорацију, која је укључивала и израду мозаичких подова. Мозаици су красили перистил и репрезентативну велику просторију са апсидом у северозападном делу виле. Били су организовани у тепихе са различитим геометријским мотивима, међу којима доминирају октогони, ромбови и квадрати, у које су уметнути вегетабилни мотиви или мотив „пропелера“.
На улазу у просторију са апсидом налази се емблема са фигуралном сценом, митолошког карактера, са представом полулежећег речног божанства (лат. fluvius), барске птице и ногу главног носиоца митолошке радње, која је у свом главном делу, оштећена.
Након ископавања у 2006. години јужно од улаза у вилу с перистилом откривена је грађевина, која треба даљим ископавањима да потврди хипотезу, да је она била у функцији царског уласка у Медијану. То би бацило знатно више светлости на дворски церемонијал у Римском царству у 4. веку.

### Вила са октогоном и двориштем
Вила са октогоном и двориштем била је по значају други објекат на Медијани. Налази се североисточно од палате, на месту које се некада називало „Амаџијска њива“. Грађевину је први открио Ф. Каниц, а до данас је истражена површина од око 3.150 m², на источном, северном и јужном делу. Откривени део грађевине је октогоналног и кружног облика, као и мањи део објекта који се простире у источном правцу. Објекат није у целости откривен. Археолошки налази у највећој мери припадају деловима профане декоративне архитектонске пластике. Истом комплексу припада и четвртасто двориште, источно од објекта са октогоном.

### Вила са конхама
Током заштитних археолошких истраживања трасе новопројектованог пута Ниш—Нишка бања 1975. године, откривена је ова мања римска вила из 4. века, чија је јужна просторија, у облику конхе, имала мозаички под.
Објекат је био оријентисан у правцу исток—запад, са улазом на источној страни. Укупна дужина виле износила је 32,5 m. Вила је имала триклинијум, две квадратне просторије, ходник (највероватније) и двориште са тремом (перистил). Системза грејање није пронађен, што указује на сезонско коришћење објекта.
Двориште, ходник и две квадратне просторије имале су поднице од набијене земље, док је просторија у западном делу виле имала малтерисан под. На основу потврђених остатака две конхе, на западној и јужној страни, могуће је претпоставити да је заправо западна просторија виле имала облик триконхоса, са још једном конхом која се налазила на северној страни. Јужна конха је првобитно имала под од опека, на који је у каснијој фази обнове постављен мозаички под, док је под у западној конхи био поплочан само опекама.

### Терме
Римска цивилизација је изузетно поштовала и неговала култ воде и обилато је користила благодети топлих и лековитих бањских вода. За Римљане свих слојева, купање и телесна нега боли су важна делатност у слободно време, па тако и за становнике Медијане, који су у, за ту намену специјално саграђеним термама, свакодневно користили топлу и лековиту бањску воду са термалних извора Нишке Бање.
Терме (купатило) које су на Медијани биле у саставу виле са перистилом налазиле су се на западној страни сале за аудијенције.
Чинио их је низ међусобно повезаних просторија различите намене, а најзначајније су биле:
- свлачионица (лат. apodyterium),
- вежбаоница (лат. palestra),
- топло купатило (лат. сaldarium),,
- хладно купатило (лат. frigidarium)
- просторија за знојење (лат. sudatorium),
- ложиште (лат. praefurnium), које је било смештено поред просторије за знојење.

Топао ваздух из ложишта струјао је између стубића хипокауста и загревао под испод када и просторију за знојење. Терме су биле мањих димензија и вероватно су служиле само власницима виле, који су у њих улазили директно из својих одаја.

### Житница и вински подрум
Житница (лат. horreum), откопана на Медијани 1936. године говори о високо организованој пољопривредној производњи на овом имању. Унутрашњост складишта издељена је са два реда стубаца, између којих су смештени огромни глинени ћупови – долије (висине око 2 m), готово до половине укопани у земљу.
Уз западни зид налазили су се базени дубоки до 1,40 m који су служили за примање текућина (највероватније уља, вина). Широк улаз у складиште налазио се на јужној страни, а испред њега постојао је покривени трем на стубовима.
Из трема житнице улазило се у две издвојене просторије, у југоисточном углу грађевине, а такође и у посебно издвојени тракт са низом просторија распоређених на западном крилу. Овај тракт је по свој прилици имао спратну конструкцију и служио је за смештај царске администрације, у чијој надлежности је било прикупљање пореза и дистрибуција жита и вина.
- Житница и вински подрум
- Базени за складиштење у житници
- Остаци посуда за текућине
- Шематски приказ житнице и подрума

### Водоторањ
Римљани су највећу пажњу посвећивали снабдевању својих насеља здравом водом за пиће и одржавање хигијене. Објекте попут водовода јавних купатила или терми имао је сваки већи римски град или насеобина. Још од 312. п. н. е., по пројекту етрурских архитеката, у римском царству грађени су бројни системи за водоснабдевање познати под називом аквадукт.
Остаци римских водовода нађени су у разним градовима некадашњег римског царства па и на Балкану - у Медијани. Након археолошких истраживања, пронађен је и истражени јавни системи за водоснабдевање (акведукт), који су у приградском насељу Медијана омогућили изградњу јавних купатила (лат. balnea) и зимске терме (лат. thermae hiemales), придодат уз објекат виле са перистилом.
Као пратећи објекат, посебне намене, у систему за водоснабдевање на Медијани био је водоторањ (лат. castellum aquae), који се у начелу налазио на завршном делу сваког римског аквадукта. Слични објекти, Иако је било познато да се водоторњем, као по правилу требају завршавати сви римски акведукти, они су на многим местима ипак веома ретки. Тако се водоторањ на Медијани може упореди са широко познатим и детаљно проученим објектима сличне функције у Римском царству, какви су били Фућини код Рима, као и водоторњеви у Помпеји и Ниму.
Водоторањ на Медијани био је веома кратко у употреби, највероватније од изградње, крајем 3. века, па све до средине 4. века, како је утврђено на основу нумизматичких налаза (новца Аурелијана, Константина и Констанција).
Главни потрошачи воде на Медијани били су вила са перистилом – палата и терме, према којима су били усмерени главни канали за наводњавање. Од водоторња вода се разводила, оловним или керамичким цевима, у славине, фонтане, базене, терме (купатило), а вероватно и у канале за наводњавање.
Торањ се налазио на око 500 m југозападно од средишта Медијане, на благој падини, и по дужини је оријентисан у смеру север-југ. Висинска разлика између места на коме је постављен и најниже тачке простора на коме су били размештени објекти Медијане, била је 10 метара. Зато се систем за водоснабдевање на Медијани састојао се од: базена за воду, куле водоторња, гравитационих канала, главних канала, ревизионих канала.
Водоторањ је био намењен и за пречишћавања воде пре дистрибуције. У њему су се вода прво таложиле а затим филтрирала од механичких нечистоћа. На то упућује план грађевине, са два базена чије дно је било испуњено већим комадима ломљеног пешчара и кречњака, изнад којих је насипан ситнији облутак. Оваква испуна је имала функцију једноставног природног филтера, који је задржавао механичке нечистоће. Сви делови базена и куле водотоња, које су били у контакту са водом, били су обложени водонепропусним црвенкастим малтером.

### Баптисмални комплекс
Између реке Нишаве, са једне стране, а северно од античке виле на коју се надовезују терме и нимфеј, 1981. откривен је медијански баптисмални комплекс са баптистеријумом, који се урбанистички и архитектонски, уклапа у крстионицу. Овај баптистеријум су највероватније саградили у касно-античком периоду први хришћани, у првим вековима хришћанства на овом простору, што је необично, па и неочекивано, јер је најисточније саграђена грађевина овог типа, што јој обезбеђује видно место у историји рановизантијске и старохришћанске архитектуре.
Појава крстионице у Наису чији су облици карактеристични за западни део Римског царства, може се објаснити и историјским чињеницама, да је он све до 6. века потпадао под врховну црквену власт римског папе. У том периоду, град Наис је са својим епископима и свештеницима, био наклоњенији Западу, неголи Истоку. Са папском столицом су директно контактирали епископи Наиса. То потврђује и у својим списима Епископ Руана (Галија) касније Виктриције у 4. веку, који Наис наводи као град у коме се чувају мошти знаменитих мученика – мартириополис (лат. martyriopolis).
На хришћански карактер овог комплекса упућује мозаична декорација са ромбовима и квадратима испред улазних врата у просторију за обуку катихумена (аудиторијум), једнак оном у старој базилици у Хераклеји.
Баптистеријум је највероватније био грађевина са осмоугаоном основом, пречника преко 8 метара, какву срећемо код римских маузолеја.  Као грађевина хришћанске антике, он представља продужетак античког градитељства и уметничких достигнућа, на којој се већ сагледавају елементи палеовизантијског градитељства као што је зидање опеком и тежња за керамопластичном декорацијом фасада и већом дебљином малтерних спојница (5 сm), али и присуство капитела са јонским волутама.
Баптистеријум се састоји од две просторије дужине 14,6 m. Дебљина зида износи 1 m, а очуван је у висини од око 0,40 m. Октогонална просторија са писцином (каменом посудом са високом стопом где се обавља обред крштења) је са апсидом, симетрично постављеном на западној страни. Претпоставка је да је овај део био консигнаторијум за миропомазање.
Под је украшен мозаиком који је само у малом делу очуван и који одговара мозаицима откривеним у палати. Писцина је зидана и обложена мермером оплатом. Са источне стране постамента за писцину налази се одводни канал.
Због других мишљења да се не ради о баптистеријуму већ о још једном луксузном стамбеном објекту (вили), намена објекта је дуго била неразјашњена и он је остао у сенци интересовања истраживача.

### Војничке бараке
На простору североисточно и делом западно од складишта налазиле су се војничке бараке. Укупна дужина северног крила износи 232 m, а источног 137 m. Према утврђеној шеми, распоред просторија се смењују у по два низа мањих просторија за боравак, исте величине. Зидови објекта очувани су у приближно истој висини. После рушења виле око 378. године, ове бараке користили су новонасељени становници Медијане као простори за становање и друге делатности. На више места констатовани су и остаци радних површина различитих размера и конструкције.

## Медијана-античко археолошко налазиште
Прве (почетне) истраживачке радове на Медијани започео је пре 150 године Феликс Каниц. Он је Ниш први пут посетио 1859. године и осим неколико римских споменика испред Хункјар-џамије на другим местима није било античких остатака. У Србији је поново боравио 1860. и 1861. године да би Ниш по други пут посетио 1864. године. Том приликом отпочео је истраживање Тврђаве, Јагодин-мале
и ископавања на Медијани. Током истраживања у Брзом Броду Каниц је открио темеље римског кастела. На пола пута између откривеног утврђења и пута Каниц је пронашао остатке монументалне грађевине осмоугаоног облика чији је под био прекривен мозаиком. О открићу на Медијани, овај неуморни трагач за балканским старинама поред осталог наводи: „
На четвртом километру од Ниша оставио сам Цариградски друм и скренуо ка гробљу Брзог Брода. Комади античких цигала и црепова у оближњим њивама водили су ме ка узвишици на којој су се налазили остаци римског кастела чији је материјал односио Мидхад-паша за градњу нишке велике касарне. На пола пута између ове тврђаве и пута, прегледавајући пажљиво терен, наишао сам на остатке једног монументалног античког здања, првог и јединог који сам до данас нашао на територији Наисуса.
Каниц је забележио да је ова грађевина могла бити део царске виле која је на том месту вероватно саграђена због „лепоте предела и два лековита врела у близини, са температуром воде од 19 и 38 °C, што је чинило место сасвим прикладним за царску летњу резиденцију“.
Планска истраживања Медијане први пут су започета у четвртој деценији (1932) 20. века, и у континуитету су спровођена до данашњих дана.
Никола Вулић (1872–1945), историчар, класични филолог и археолог, наставник на Београдском универзитету, међу значајним је истраживача Медијене. У току летњих месеци 1935. и 1936. године боравећи у Нишу надгледао је археолошке радове код Брзог Брода и у Нишкој Бањи. О тим истраживањима у својим списима Вулић наводи остатке римске виле недалеко од Брзог Брода из 4. века, у којој је пронашао остатке мозаика, хипокауста, купатила. Вулић се у опису виле позвао на Ф. Каница „који је копао на том месту и описао мозаике.“
Током ископавања у Брзом Броду скраја тридесетих година 20. века, откривена је одаја са савршено урађеним мозаиком. Препорука еминентних археолога, међу њима и Вулића, била је да се мозаик конзервира тако што ће се над њим подићи конструкција од тврдог материјала.
Вулић је том приликом изнео претпоставку да је одаја са мозаиком један део палате цара Константина, те би стога требало, након подизања конструкције над мозаиком, убрзано наставити ископавања. Заштитна зграда подигнута је пред сам рат 1939. године.
Настављена ископавања у 20. веку потврдила су Вулићеве претпоставке да се ради о репрезентативној грађевини, а најновија археолошка истраживања урађена током 2011. године довела су до нових открића на археолошком локалитету Медијана (приказано у табели).
Као једно од највећих античких налазишта у Србији, Медијана је 1949. године стављена под заштиту државе. У 1979, одлуком Скупштине Србије, Археолошки парк Медијана је проглашен за културно добро од изузетног значаја.

### Материјални остаци пронађени на Медијани
У Медијани су током археолошких истраживања пронађени многи римски употребни предмети, од керамике и метала, као и декоративни елементи од мермера и бронзе.
У једној просторији откривена је 1972. године група оштећених статуа. На њима су, највероватније, представљени Асклепије, Хигија, Дионис, Херкул и Сатир.
| Нова археолошка открића у вили Константина Великог у Медијани | До сада нађено археолошко благо у Медијани |
| --- | --- |
| - Нове просторије на северозападном углу виле са перистилом, украшене мозаицима (откриће кружне просторије пречника 6 метара са мозаиком љиљана потврђује резиденцијални и репрезентативни карактер Константинове виле) - Мермерна женска глава за коју се претпоставља да је део скулптуре богиње Дијане, односно Артемиде. | - Бронзана ограда са хермама и бистама божанстава Ескулапа и Луне, која потиче са краја 3. и почетка 4. века, - Мермерне скулптуре божанстава Асклепија, Хигије, Диониса, Херкула и Сатира, (откривене 1972). - Мозаици Медузе и Воденог божанства - Велики број мозаика на централном делу виле, са великим двориштем окруженим тремом (перистил), - Црква из 4 века са великим мозаиком Христовог монограма на поду - (није доведена у стање да може да се представи туристима). |

#### Монтажна ограда
Током најновијих истраживања (2000. године) у Медијани, откривена је остава и део монтажне ограде од ливене бронзе, изузетне лепоте. Ограда се састојала од осам канцела – четири са леве и четири са десне стране. Са сваке стране ограде стајале су по три херме „јатричка божанстава“ (како их назива Милоје Васић)
До данас су сачувана четири канцела, две херме са ликовима Асклепија и Луне, као и подножје треће херме, очито неког женског божанства. Како сматра др Милоје Васић, руководилац ископавања на Медијани, ограда је стајала као олтарска преграда у апсиди триклинијума, такозване „виле с перистилом“, претвореној у паганско светилиште.
Од ограде су сачуване три табле у целини и једна у фрагментима. Нађене су и две херме са бистама Асклепија и Луне. Правоугаоне табле украшене су крстастим и зракастим тракама, на чијим су спојевима аплициране шупље ливене лавље и Медузине главе. Изнад њих је колонада полукружно засвођених ниша са стубићима. Са унутрашње, грубо обрађене стране, на свакој табли оловом су била фиксирана два шиљка са полумесечастим и крстастим орнаментом. Главе божанстава изведене су сумарно, схематизовано и идеализовано, са назначеним атрибутима: полумесецом  (Луна) и гениталијама  (Асклепије). На доњем делухерме приказана су стопала у апостолкама.
Капела у којој је ограда стајала била је, највероватније, посвећена „јатричким божанствима“. У прилог овоме иду докази да је у вили 1972. године откривен групни налаз скулптура, међу којима се налазе Асклепије, Хигија, Артемида, Дионис, Херакле и Меркур–Хермес. Претпоставља се да је апсиду „виле с перистилом“ у светилиште претворио император
Флавије Клаудије Јулијан, познатији као Јулијан Апостата, за време свог боравка у Наису 361. године. Скулптуре су стајале у самој апсиди, а ограда на њеном улазу.

#### Цркве на Медијани
Након спроведених археолошких истраживања на Медијани у првој деценији 21. века, откривено је постојање две цркве на малом растојању, из истог периода, што је отворило у стручној јавности питања о црквеној организацији у периоду скраја 4. и почетка 5. века на простору античког града Наисуса.

##### Црква број један
Током археолошких истраживања 2000. и 2001. године, на Медијани, откривена је ранохришћнска црква (црква 1) највероватније настала у 4. веку, према стратиграфској анализи. Она представља једну од најранијих црквених грађевина хришћана, у области Ниша, судећи по предметима и бронзаном новцу нађеном у остави која је откопана приликом ранијих истраживања.
На основу чињенице да око цркве није евидентирана некропола (гробље) искључује се могућност њене фунерарне функције, па се највероватније може закључити да је то мања црквена грађевина или капела намењена првим хришћанским становницима Медијане на почетку њиховог боравка у овом насељу.
Црква је мањих димензија 8 m x 6 m (без нартекса), који је нешто већи од самог наоса, и на западу се ослањао на једну од просторија у тзв. баракама. По ископаним темељима, највероватније је грађена од лаког материјала, можда од дрвета. А имала је малтерски под, у чијем центру је откривени остаци мозаика на којем је представљен Христов монограм.

##### Црква број два
Током археолошких истраживања на Медијани, 2007. године, откривена је још једне мања једнобродна ранохришћанске цркве (црква број 2), која припада најмлађем касноантичком хоризонту на овом простору. Налаз друге ранохришћанске цркве на Медијани јасно указује да је на овом простору античког Наисуса водио интензиван живот, који је настављен после битке код Хадријанопоља. Иако је у том периоду настала дезурбанизације и рурализације овог простора, извесно је да се живот наставио у новој организацији у којој је има значајно место и савез са Готима, којима је, по свој прилици, како на то указују археолошки налази, Медијана додељена као један од залога за савезништво.
Црква бр. 2 је паралелна је са црквом број један од које је удаљена око осам метара у правцу севера. Својом уздужном осом оријентисана је у правцу исток-запад и наслања се на просторију 17 Источног тракта барака на Медијани. Спољне димензије цркве износе 8,50 x 5,85 метара. Улаз у грађевину је на западној страни, на источном зиду просторије 17, који је у време градње цркве порушен до нивоа прага.
У питању је једнобродна црква (наос и олтарска апсида). На северној страни се налази правоугаона анекса. Грађевина је очувана у темељном делу. Има индиција да су зидови анексе и део северног зида наоса постављени остацима старије грађевине, која је уклопљена у просторни план цркве. У средишњем делу наоса налази се амвон, димензија 1,25 x 1,20 метара, и чија оријентација благо одступа од оријентације цркве. Уз северни зид наоса откривена је конструкција у виду канала. Она, по свој прилици, представља остатке старије архитектуре, која је прилагођена новој функцији. Простор апсиде био је издигнут у односу на под у наосу. Између унутрашњег зида апсиде и поплочања је простор ширине 65 cm, са траговима малтера (лат. subselium). Уз северни зид наоса откривен је правоугаони анекс, унутрашњих димензија 3,40 x 2,25 m, грађен истовремено са црквом. Током археолошких радова, издвојени су бројни ситни налази, велика количина фрагментованих керамичких посуда, фрагмената фреско-сликарства (вероватно потичу из просторије 16 или 17 источног тракта барака), који су каснијим радовима у баракама уклоњени са зидова. Ранохришћанска црква је датована у крај 4. и почетак 5. века.

#### Остава на Медијани
Приликом археолошких истраживања на Медијани 1961. откривена је остава касноримског новца, са 227 примерака римског бронзаног новца из 4. и 5. века. Најстарији новац нађен у овој остави припадао је збирци Констансовог новци искованог у кованицама у Солуну између 330. и 335. године. Најмлађи је новац Теодосија II искован између 425. и 450. године у Кизику у Малој Азији.
На откривеним кованицама заступљени су следећи владари: Константнин Велики, Констанције II, Констанс, Јулије Цезар, Валентинијан I, Валенс, Грацијан, Валентинијан II, Теодосије I и његова жена Флацила, Аркадије, Магнус Максимус, Хонорије и Теодосије II.
Новац откривен на Медијани кован је у ковницама у Солуну, Константинопољу, Кизику и Никомедији у Малој Азији, Хераклеји, Сисција - чији су комади у збирци најбројнији. Кованице других владара заступљене су само у појединачним примерцима.